# Morten "Duncan" Rasmussen
 Der er flere personer med dette navn, se Morten Rasmussen.
Morten Nicolas "Duncan" Rasmussen (født 31. januar 1985) er en dansk tidligere professionel fodboldspiller, der senest spillede for Enosis Paralimni. Efter afslutningen af sin aktive karriere er han blevet angrebs-/assistenttræner i en af sine tidligere klubber, FC Midtjylland.
Som aktiv var Duncan blandt andet på kontrakt i AGF, Brøndby IF, Celtic F.C. og FC Midtjylland; i sin tid hos Celtic var han i flere perioder udlejet til andre klubber. Hans foretrukne placering på banen var som forreste angriber. Hans styrker på banen var hovedspillet og et godt målinstinkt. Han blev i maj 2017 den mest scorende spiller nogensinde i Superligaen, da han nåede 140 mål.

## Klubkarriere

### AGF (2002–2006)
Tilnavnet "Duncan" fik den unge angriber tildelt i sin ungdomstid i AGF af den afdøde AGF-træner Per Thune, der så ligheder mellem Rasmussen og den skotske angriber Duncan Ferguson. Inden da, mens han spillede fodbold i forstadsklubben TST, blev han kaldt "Mini", da han spillede på hold, der var årgangen over ham, hvorved han konstant var den yngste.
Morten Rasmussen debuterede i Superligaen for AGF 12. maj 2002 i en alder af 17 år. Hans ansigt var dog ikke ukendt for alle, idet han som en del af U-landsholdet med spillere fra årgang 1985 havde optrådt i et tv-program med titlen "Fodboldtalenterne". I sin tid i AGF oplevede Morten Rasmussen stor succes og blev med tiden en af profilerne på et AGF-hold, der ellers var inde i en nedgangs-periode.

### Brøndby IF
Efter 33 mål i 107 kampe valgte Morten Rasmussen i vinteren 2006 at forlade nedrykningstruede AGF til fordel for de daværende danmarksmestre Brøndby IF. Brøndby erhvervede ham for mere end 10 mio. danske kroner som erstatning for Morten Skoubo, som havde forladt vestegnsklubben for at søge lykken i spanske Real Sociedad. Købet blev på det tidspunkt den dyreste handel nogensinde mellem to danske klubber. Denne rekord er dog sidenhen blevet overgået.
Begyndelsen i Brøndby forløb noget uheldigt, idet han blev skadet og aldrig nåede at komme i ordentlig form, inden sæsonen var afsluttet. I starten af efterårssæsonen 2006 kom han endnu engang til skade i forbindelse med en kamp mod Silkeborg IF, der endte med at blive aflyst pga. voldsomt regnvejr. Spillerne ville hilse på det fremmødte publikum, og det kom til lidt sjov i vandmasserne. I den forbindelse faldt Morten Rasmussen og beskadigede sit ledbånd. I starten af 2007 kom Morten Rasmussen omsider i omdrejninger igen efter skaderne, og lørdag den 7. april scorede han Brøndbys superliga-mål nummer 1000.

### Celtic FC
Efter en række gode præstationer i 2009, kombineret med debut på A-landsholdet, blev han i vinterpausen 2009-10 solgt til Celtic FC.
Efter skiftet til Celtic kom der ikke til at stå "Duncan" bag på trøjen, eftersom han havde fået navnet fra Duncan Ferguson, som havde spillet for Celtic FC's rivaler, Glasgow Rangers. Han fik ikke succes i Celtic i foråret 2010, og derfor udlejede klubben ham fra sommeren samme år til Mainz 05.

#### 1. FSV Mainz 05 (leje)
Rasmussen skrev i august 2010 under på en sæsonlang lejeaftale med Bundesliga-klubben Mainz med mulighed for at gøre aftalen permanent.

#### AaB (leje)
Lejemålet hos Mainz 05 blev heller ikke den store succes i efteråret 2010, hvor han kun fik fem kampe, så da nedrykningstruede AaB henvendte sig til Mainz 05 for at overtage deres leje-aftale fra Celtic, accepterede den tyske klub. Overførslen måtte dog til vurdering hos FIFA, der først to dage efter at transfervinduet var lukket endeligt kunne bekræfte, at overtagelsen af Duncans lejeaftale fra Mainz til AaB var godkendt efter en dispensation.
De første fem kampe i AaB endte uden mål fra hans side, men i de næste fem kampe scorede han seks mål, og han var dermed en stor del af AaB's forbedrede placering i superligatabellen.

#### Sivasspor (leje)
I september 2011 skrev Rasmussen under på en seks måneder lang lejeaftale med den tyrkiske klub Sivasspor.

### FC Midtjylland
Efter det fiaskoprægede ophold i Celtic, hvor han i flere omgange var udlejet til andre klubber, kom der i sommeren 2012 endelig ny chance for Rasmussen, da han blev købt af FC Midtjylland på en fireårig kontrakt. Her fik han igen succes og var blandt andet med til at vinde DM-titlen til midtjyderne i 2015.

### AGF (2016–2018)
Et halvt år før kontraktudløbet blev han i januar 2016 hentet tilbage til AGF, den klub hvor han havde fået sit gennembrud i. Her underskrev Rasmussen en treethalvtårig kontrakt.
Morten "Duncan" Rasmussen blev den 22. maj 2017 den mest scorende spiller i Superligaens historie, da han scorede sit mål nummer 140 i en kamp ude mod Viborg F.F. Dermed overgik han Søren Frederiksen, der hidtil havde rekorden med 139 mål. I denne periode nåede Duncan at blive anfører i klubben. Samtidig blev han klubtopscorer både i hans første halvsæson med 14 mål, samt i den efterfølgende hele sæson, hvor han scorede 16 mål.
Efter AGF's fyring af træner Glen Riddersholm fik Duncan under den nye træner, David Nielsen, ikke længere så meget spilletid, og lige inden vintertransfervinduets afslutning i januar 2018 skiftede han igen til udlandet, hvor han kom til polske Pogon Szczecin.

### Pogon Szczecin
Opholdet i Pogon blev ikke nogen stor succes for Rasmussen, der i 470 minutter fordelt på 11 ligakampe i foråret 2018 blot scorede et enkelt mål. Efter sommerpausen spillede han ikke de første kampe, og kort inden udløbet af transfervinduet fik han sin kontrakt ophævet.

### Enosis Paralimni
Han skiftede i slutningen af august 2018 til cypriotiske Enosis Paralimni. Her spillede han så snart de mange skader tillod det, og spillede i alt 16 kampe i klubben, med to mål til følge.
Efter en enkelt sæson i den cypriotiske klub indstillede han den aktive karriere, da han fik et tilbud fra FC Midtjylland om at blive angrebstræner.

## Landsholdskarriere
Morten "Duncan" Rasmussen har spillet på alle ungdomslandshold fra U/16 til U/21, og han har spillet i alt 60 kampe, heraf 21 på U/21 og 19 på U/17. Han har lavet 37 mål på disse hold, heraf 9 på U/21 og 17 på U/17. Under EM-slutrunden for U/17 landshold i 2002 i Danmark scorede han 5 mål i kampen mod Finland, som Danmark vandt 6-0.
I begyndelsen af sommeren 2007 blev han for første gang udtaget til A-landsholdets trup til EM-kvalifikationskampene mod Sverige og Island, dog uden at komme på banen. I marts/april 2008 blev han igen udtaget til landsholdet, men blev nødt til at melde afbud på grund af en skade i en af kampene for sit klubhold Brøndby.
Debuten på A-landsholdet kom i en kvalifikationskamp til VM i 2010 i efteråret 2008 mod Malta. Siden fik Rasmussen også plads i startopstillingen i to testkampe mod Sydkorea og USA i efteråret 2009. Hans første mål for Danmark blev scoret med hovedet 12. oktober 2010 i kvalifikationen til EM 2012 på hjemmebanen i Parken mod Cypern, en kamp som Danmark vandt 2-0. Han nåede i alt at spille 13 landskampe, heraf én i fuldtid. Duncan scorede 4 mål på den danske A-landshold.

## Trænerkarriere

### Angrebstræner i Midtjylland
Da Duncans krop ikke længere kunne holde til fodbold på topniveau i 2019, blev han ansat i sin tidligere klub FC Midtjylland, som angrebstræner/assistenttræner.

## Privat
Morten Rasmussen blev født i Valby, og da han var to år gammel, flyttede han sammen med sine forældre til Tilst i Århus.
Han blev 8. december 2012 far til en pige.
Morten "Duncan" Rasmussen fik 16. april 2008 en dom for svindel med sin daværende venindes dankort. Dette havde han gjort for at tilfredsstille sit spillebehov, og han har efterfølgende offentligt erkendt, at han er ludoman, som han på det tidspunkt var i behandling for.

## Hæder og titler

### Individuelt
- Årets U19-talent i Danmark, 2003
- Årets hold i Danmark, 2009
- Månedens Superligaspiller, maj 2016[19]
- Mest scorende i den danske superliga med 145 mål.
- Årets spiller i AGF, 2017

### Medaljer som spiller

#### Guldmedaljer
- Pokalfinalen 2008, Brøndby
- Superliga 2014/2015, FC Midtjylland

#### Sølvmedaljer
- Superliga 2005/2006, Brøndby
- Scottish Premier League 2009/2010, Celtic (spillede en halvsæson)
- Pokalfinalen 2016, AGF

#### Bronzemedaljer
- Superliga 2008/2009, Brøndby
- Superliga 2009/2010, Brøndby (spillede en halvsæson)
- Superliga 2013/2014, FC Midtjylland
- Superliga 2015/2016, FC Midtjylland (spillede en halvsæson)

### Medaljer som Træner
- Guld, Superliga 2019/2020, FC Midtjylland